# وامرزان (حومة دامغان)
وامرزان (بالفارسية: وامرزان) هي مستوطنة تقع في إيران في منطقة مركزية ريفية. يقدر عدد سكانها بـ 283 نسمة بحسب إحصاء 2016.